# 양철

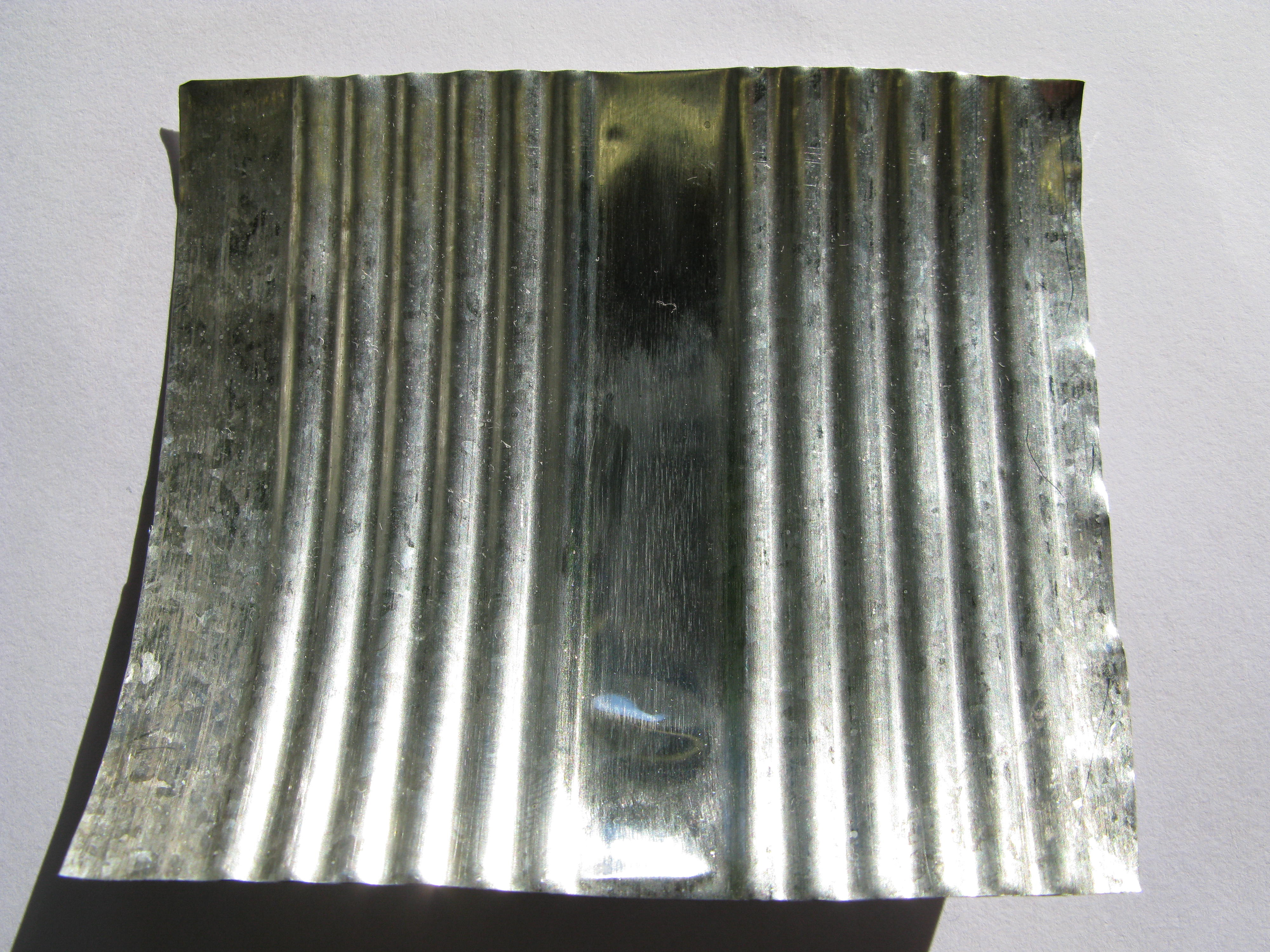
양철 판대기의 모습.

양철(洋鐵)은 안팎에 주석을 입힌 얇은 철판을 가리키는 단어이다. 주석을 입히는 방법에는 용융도금과 전기도금이 있는데, 전기도금을 더 많이 이용한다. 주로 통조림통, 석유통, 각종 양철 세공품, 장난감 등 매우 다양한 용도의 제품을 만드는 데 쓰인다.

## 같이 보기
- 도금